# Sigilo bancário

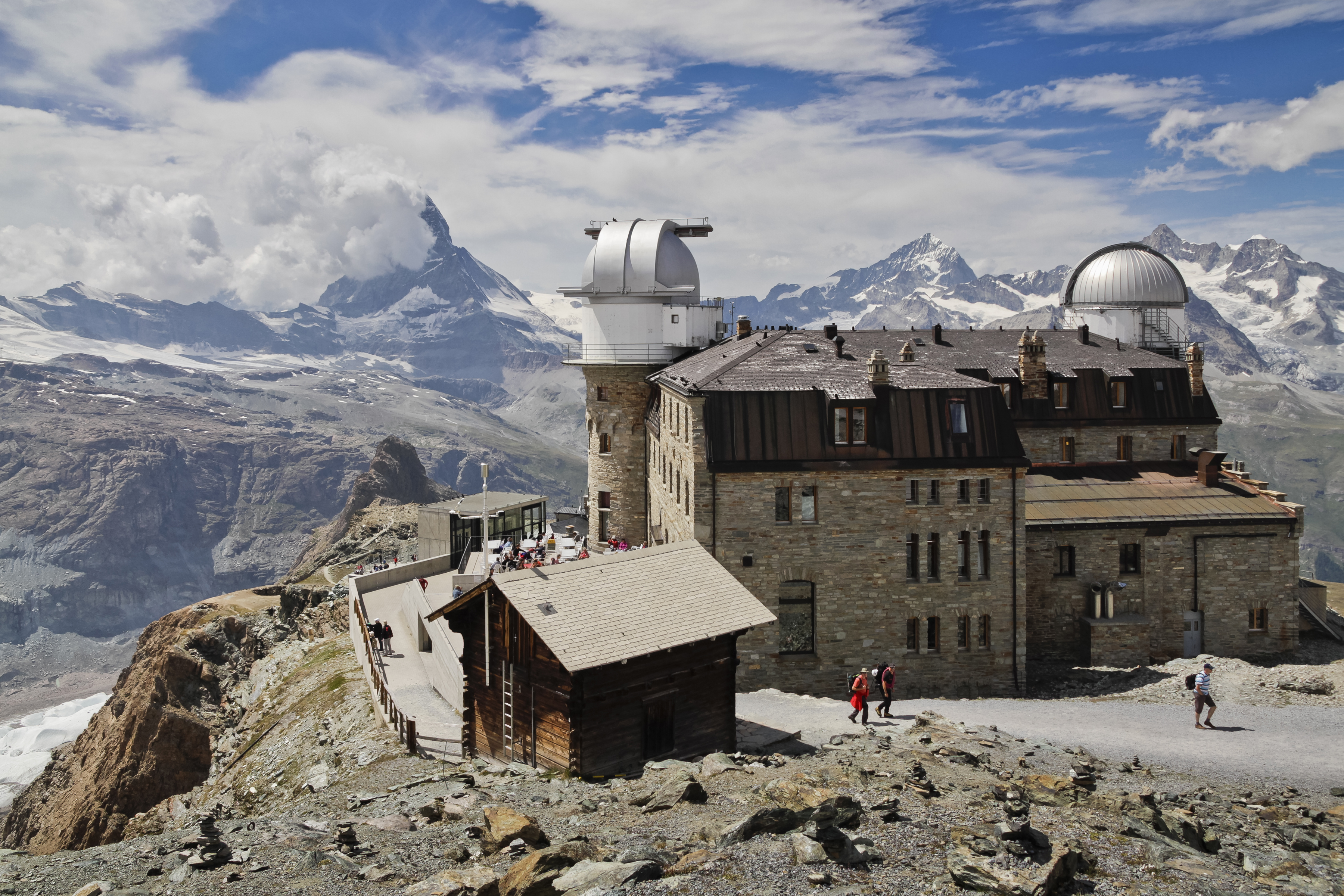
A Suíça é conhecida por seu sigilo bancário e rígida confidencialidade entre bancos e clientes. Na imagem, temos os Alpes Suíços

No Brasil, o sigilo bancário, conforme a  Lei Complementar 105/2001,  é um dever ou obrigação que tem as instituições financeiras de manter resguardados os dados de seus clientes. A eventual quebra desse sigilo só pode ocorrer mediante autorização judicial, nos casos onde houver suspeita de movimentação ilegal dos recursos da conta do cidadão. O pedido de  quebra do sigilo bancário deve partir de autoridades competentes, como o Ministério Público, Polícia Federal, COAF ou Comissão Parlamentar de Inquérito (CPI).
A quebra do sigilo bancário  sem autorização do Poder Judiciário ou sem a solicitação de uma CPI é crime, que, no Brasil, é passível de pena de um a quatro anos de prisão para o infrator.